# الطاقة في المغرب
يهيمن على قطاع الطاقة في المغرب الطاقات الأحفورية المستوردة بالكامل تقريبا من الخارج، إذ غطّت نسبة %88,8 من ٱستهلاك الطاقة الأولية في البلاد سنة 2015 متوزعة على النفط بنسبة ٱستهلاك %60,6، الفحم %22,9، والغاز ب%5,2؛ تساهم الطاقات المتجددة بحصّة %9 (معظمها من الكتلة الحيوية بنسبة %7) وأخيرا الكهرباء ب%2,2.
بلغ نصيب الفرد من ٱستهلاك الطاقة الأولية في المغرب سنة 2015 ما مقداره 0.56 tep، أي %30 فقط من المتوسط العالمي و%85 من المتوسط الأفريقي.
لا يمثل الإنتاج الوطني من الطاقة الأولية سوى %9,4 من احتياجات البلد %96 منه من الطاقات المتجددة: الكتلة الحيوية والنفايات %75، الرياح %12، والطاقة الكهرومائية %9. لدى المغرب احتياطات كبيرة جدا من الصخر النفطي والغاز الصخري لم تستغل لإنتاج الطاقة.
تغطي الكهرباء نسبة %17,2 من الإستهلاك النهائي، ويُعتمد في توليده على الوقود الأحفوري بنسبة %80,4 (الفحم: %54,8، الغاز: %18,5، والنفط: %7,1); وعلى الطاقات المتجددة بنسبة %19,6 (كهرومائية: %7,3، ريحية: %8,1، وأخرى: %4,2). تتطور الطاقات المتجددة سريعا في المغرب (إرتفع الاعتماد على على الطاقة الريحية من %2,8 سنة 2010 إلى %8,1 سنة 2015) بفضل دعم الدولة التي وضعت هدف الوصول إلى %42 سنة 2020. كما يكتسب المغرب الوسائل الضرورية التي تمكنه من اعتماد الخيار النووي بحلول عام 2030.
بلغت انبعاثات ثاني أكسيد الكربون 1,6 طن للفرد الواحد في عام 2015، أي ما يعادل %36 من المتوسط العالمي وهي أعلى ب%58 من المتوسط الأفريقي.
و يستعد المغرب لاتخاذ خطوة تاريخية من خلال البدء في إنتاج الغاز الطبيعي المسال اعتبارا من الربع الرابع من عام 2025. “تقوم شركة Sound Energy البريطانية حاليا بوضع اللمسات النهائية على بناء وحدة لتسييل الغاز في حقل تندرارة الواقع في شرق البلاد "، حسبما ورد في وقت سابق. ومن المقرر أن تبدأ تجارب الإنتاج في صيف عام 2025، بينما من المقرر أن يبدأ التشغيل التجاري في نهاية الخريف. "ستصل القدرة الأولية إلى ما يقرب من عشرة ملايين قدم مكعب يوميًا، مع زيادة تدريجية تصل إلى 40 مليون قدم مكعب يوميًا من خلال تطوير حقول جديدة "، وفقًا لما ذكره جراهام ليون، المدير الإداري لشركة Sound Energy.

أعلنت وزارة الانتقال الطاقي المغربية أن ميزانية الاستثمار في الطاقات المتجددة تبلغ 20 مليار درهم (مليارا دولار)، مع توقعات بزيادة الاستثمارات في شبكات الكهرباء خمس مرات بحلول عام 2030. كما أطلقت الوزارة 6 مشاريع جديدة في الهيدروجين الأخضر بتكلفة 319 مليار درهم (32 مليار دولار)، منها 130 مليار درهم (13 مليار دولار) لإنتاج مليون طن من الأمونيا. يأتي هذا الإعلان بعد اختيار 5 مستثمرين لإنجاز مشاريع الهيدروجين الأخضر في الأقاليم الجنوبية. تسعى المغرب لتأمين احتياجاتها من الطاقة، حيث تستورد 96% منها، وتعمل على زيادة الاستثمار في الطاقات المتجددة وتقليل الاعتماد على المصادر الخارجية. وقد استثمرت المملكة 60 مليار درهم (6 مليارات دولار) في مشاريع الطاقات المتجددة منذ عام 2009، مع تطوير أكثر من 50% من مشاريع طاقة الرياح من قبل القطاع الخاص.

## نظرة عامة
| المؤشرات الرئيسية للطاقة في المغرب | المؤشرات الرئيسية للطاقة في المغرب | المؤشرات الرئيسية للطاقة في المغرب | المؤشرات الرئيسية للطاقة في المغرب | المؤشرات الرئيسية للطاقة في المغرب | المؤشرات الرئيسية للطاقة في المغرب | المؤشرات الرئيسية للطاقة في المغرب |
| ---------------------------------- | ---------------------------------- | ---------------------------------- | ---------------------------------- | ---------------------------------- | ---------------------------------- | ---------------------------------- |
|                                    | السكان                             | إستهلاك الطاقة الأولية             | الإنتاج                            | صافي الإستيراد                     | إستهلاك الكهرباء                   | إنبعاثات CO2                       |
| السنة                              | مليون نسمة                         | مليون طن نفط مكافئ                 | مليون طن نفط مكافئ                 | مليون طن نفط مكافئ                 | تيرا Wh                            | Mt CO2éq                           |
| 1990                               | 24,95                              | 7,62                               | 1,45                               | 6,50                               | 8,91                               | 19,65                              |
| 2000                               | 28,95                              | 11,02                              | 1,35                               | 9,93                               | 14,11                              | 29,54                              |
| 2008                               | 31,35                              | 16,24                              | 1,96                               | 14,39                              | 23,13                              | 43,17                              |
| 2009                               | 31,72                              | 16,35                              | 1,94                               | 15,14                              | 23,81                              | 43,14                              |
| 2010                               | 32,11                              | 17,15                              | 1,99                               | 16,39                              | 25,10                              | 46,38                              |
| 2011                               | 32,53                              | 18,48                              | 1,83                               | 17,57                              | 27,07                              | 50,74                              |
| 2012                               | 32,98                              | 18,74                              | 1,77                               | 19,38                              | 29,15                              | 52,22                              |
| 2013                               | 33,45                              | 18,82                              | 1,90                               | 18,67                              | 29,72                              | 51,64                              |
| 2014                               | 33,92                              | 19,05                              | 1,83                               | 19,53                              | 30,93                              | 53,54                              |
| 2015                               | 34,38                              | 19,39                              | 1,82                               | 18,78                              | 30,67                              | 54,93                              |
| التغير 2015⇠1990                   | % 37,8+                            | % 154,5+                           | % 25,5+                            | % 188,9+                           | % 244,2+                           | % 179,5+                           |

## الموارد الأولية
| المصدر                                 | 1990  | %    | 2000  | %    | 2010  | %    | 2014  | 2015  | % 2015 | التغير 2015/1990 |
| الفحم                                  | 295   | 20,4 | 17    | 1,3  |       |      |       |       | 0 %    | % 100-           |
| النفط                                  | 14    | 1,0  | 12    | 0,9  | 9     | 0,5  | 5     | 5     | % 0,3  | % 64-            |
| الغاز الطبيعي                          | 43    | 3,0  | 38    | 2,8  | 45    | 2,3  | 85    | 67    | % 3,7  | % 56+            |
| مجموع الوقود الأحفوري                  | 352   | 24,3 | 67    | 5,0  | 54    | 2,8  | 90    | 72    | % 4,0  | % 80-            |
| كهرومائية                              | 105   | 7,2  | 62    | 4,6  | 298   | 15,5 | 141   | 162   | % 8,9  | % 54+            |
| كتلة حيوية-مخلفات                      | 992   | 68,5 | 1٬217 | 90,1 | 1٬510 | 78,7 | 1٬366 | 1٬367 | % 75,2 | % 38+            |
| شمسية، ريحية، حرارية جوفية             |       |      | 6     | 0,4  | 57    | 3,0  | 165   | 217   | % 11,9 | ns               |
| مجموع الطاقات المتجددة                 | 1٬097 | 75,7 | 1٬285 | 95,1 | 1٬865 | 97,2 | 1٬672 | 1٬746 | % 96,0 | % 59+            |
| المجموع                                | 1٬449 | 100  | 1٬351 | 100  | 1٬919 | 100  | 1٬762 | 1٬818 | % 100  | % 25+            |
| مصدر المعلومات: الوكالة الدولية للطاقة |       |      |       |      |       |      |       |       |        |                  |

### الفحم
| القطاع         | النسبة المئوية |
| -------------- | -------------- |
| إنتاج الكهرباء | 80             |
| الصناعة        | 20             |

كان يُستغل منجم للفحم في جرادة وحاسي بلال، شمال شرق البلاد بالقرب من الحدود الجزائرية من قبل مناجم فحم المغرب جرادة من سنة 1936 إلى سنة 2000، وبعد ذلك أصبح قرابة ألف من عمال المناجم غير الشرعيين يحفرون الآبار بحثا عن الأنتراسيت في أعماق تصل إلى 80 مترا وكنتيجة لذلك يتم تسجيل العديد من الوفيات كل عام في هذه المناجم غير الشرعية وكثير من مرضى الرئة ولهذا فإن وحدة طبية متخصصة في رعاية مرضى السيليكوز البالغ عددهم 6000 مريض قيد الإنشاء.
يتم ٱستخدام %80 من الفحم في المغرب لإنتاج الكهرباء و%20 في المجال الصناعي، وهو مستورد بنسبة %99 من الخارج.

### البترول
نسبة ٱستهلاك المنتجات البترولية في المغرب حسب القطاع.
يستورد المغرب كل احتياجاته من النفط الخام تقريبا وغالبية المنتجات البترولية التي يستهلكها من الخارج؛ ففي سنة 2015 إستورد 2,69 مليون طن (م.ط) من النفط الخام، 0,36 (م.ط) من المواد الأولية للمصافي، 2,31 (م.ط) من غاز النفط السائل، 4,11 (م.ط) من الديزل، 1,59 (م.ط) من الفيول، 0,44 (م.ط) من البنزين، و 0,37 (م.ط) من الكيروزين. وقد أنتجت مصافي النفط في المغرب 1,14 (م.ط) من الديزل، 0,55 (م.ط) من الفيول، 0,19 (م.ط) من البنزين، 0,41 (م.ط) من الكيروزين، 0,21 (م.ط) من النافتا. وإجمالا، بلغ إنتاج المصافي 3,19 مليون طن نفط مكافئ (م.طنم) وواردات المنتجات النفطية 10,59 (م.طنم).
توزعت نسبة ٱستهلاك هذه المنتجات حسب القطاع كالآتي:
- وسائل النقل: %47
- قطاع السكن: %21
- والصناعة: %18
- الزراعة: %7
- الاستخدامات غير الطاقية (الكيمياء): %5
- الخدمات: %1

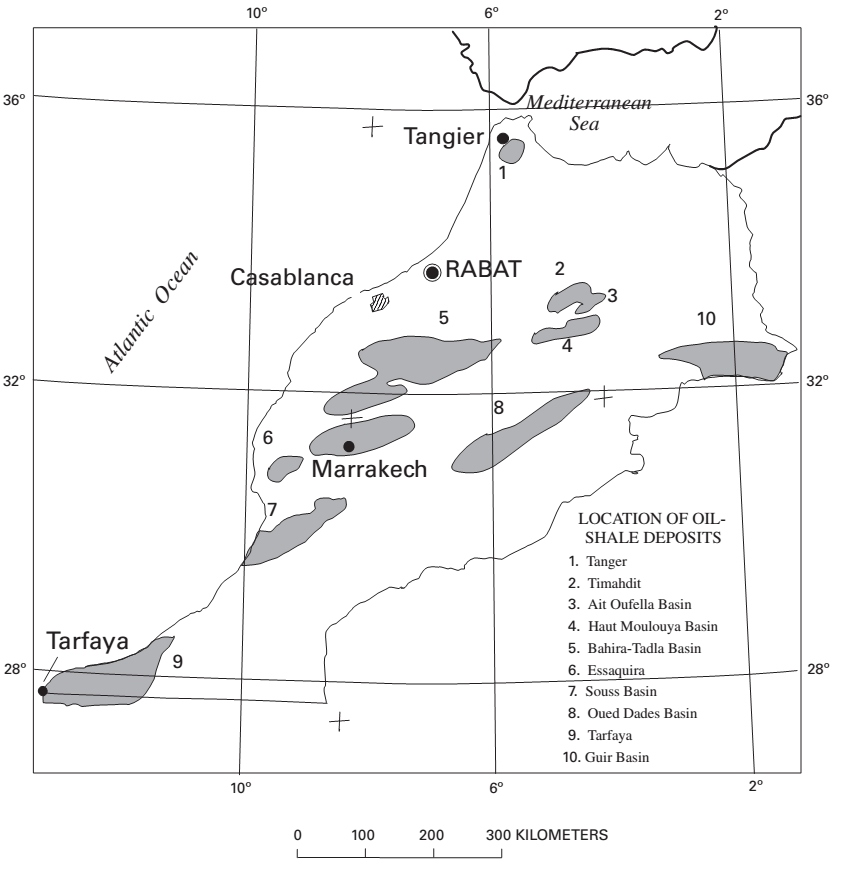
مناطق تواجد الصخور النفطية في شمال ووسط المغرب.

وفقا لمجلس الطاقة العالمي فإن الاحتياطيات المؤكدة من الصخور النفطية في المغرب قدرت سنة 2013 بنحو 53 مليار برميل، الرواسب الرئيسية توجد في تمحضيت بجبال الأطلس المتوسط وطرفاية في الجنوب. تم اكتشاف أول موقع في طنجة في الثلاثينيات من القرن العشرين، واكتشفت رواسب تمحضيت وطرفاية في أواخر الستينيات، وبعد دراستها بدقة تبين أن هذه الاحتياطيات ستكون كافية لتغطية احتياجات المغرب لمدة 800 سنة. وقد أدى ارتفاع أسعار النفط خلال الثمانينيات والتسعينات إلى قيام الشركات الأوروبية وشركات من أمريكا الشمالية باستكشاف هذه الرواسب وتجربة استغلالها؛ تمت معاجة أكثر من 2200 طن من الصخر النفطي لتمحضيت وطرفاية في محطات تجريبية في الولايات المتحدة، أوروبا، كندا، واليابان. بنيت محطة تجريبية في المغرب وعالجت 2500 طن ببن 1983 و1986، وأجريت دراسات لبناء مصانع قادرة على إنتاج 50 ألف برميل يوميا في كل من تمحضيت وطرفاية ولكن انخفاض أسعار النفط في منتصف الثمانينيات أدى إلى وقف هذه المشاريع ليعود بعد ذلك الاهتمام بفكرة المشاريع بعد ارتفاع أسعار النفط في العقد الأول من القرن الحادي والعشرين؛ وعليه فقد عقد المكتب الوطني للهيدروكربورات والمعادن (ONHYM) سنة 2009 اتفاقا مع شركتي بتروبراس وتوتال من أجل ٱستكشاف تمحضيت وطرفاية وٱتفاقا آخر مع سان ليون للطاقة الإيرلندية لاختبار تقنية التكسير الهيدروليكي في طرفاية.
كان يمتلك المغرب في 2014 مصفاتين ٱثنتين لتكرير النفط الخام بقدرة 000 155 برميل في اليوم. وقد توقفت شركة سامير المغربية على العمل في القطاع جراء صعوبات مالية وتم الإعلان في غشت 2015 عن توقف نشاط مصفاة المحمدية وأحيلت على التصفية القضائية في الفاتح من يونيو 2016.
تعد "أفريقيا Afriquia" وهي شركة تابعة لمجموعة أكوا الموزع المغربي الرئيسي للوقود مع 490 محطة خدمة وحصة سوقية تبلغ %39.

### الغاز الطبيعي

خط أنابيب الغاز المغرب الكبير-أوروبا (باللون الأصفر).

يعبر خط أنابيب المغرب الكبير-أوروبا (الذي ينقل الغاز الجزائري من حاسي الرمل إلى قرطبة في إسبانيا) المغرب، وبالتالي يأخذ المغرب حصيلة سنوية على العبور على شكل غاز.
يمثل الغاز المستورد %93 من احتياجات البلاد من الغاز وهو يستخدم بنسبة %93 لإنتاج الكهرباء وبنسبة %7 في الصناعة.
في أكتوبر/تشرين الأول 2021، قررت السلطات الجزائرية عدم تجديد عقد توريد الغاز لإسبانيا عبر أنبوب الغاز أوروبا-المغرب العربي، المار عبر الأراضي المغربية " جي أم إي" والذي ينتهي في 31 تشرين الأول 2021.
وقال المكتب الوطني للهيدروكاربورات والمعادن والمكتب الوطني للكهرباء والماء الصالح للشرب، إن القرار "لن يكون له سوى تأثير ضئيل على أداء النظام الكهربائي الوطني". وأكدت المؤسستان انه تم اتخاذ الترتيبات لضمان استمرارية إمداد البلاد بالكهرباء"، مضيفة أنه "تتم حاليا دراسة خيارات أخرى لبدائل مستدامة على المديين المتوسط والطويل.   
وفقا لإدارة معلومات الطاقة الأمريكية، تقدر احتياطيات المغرب من الغاز الصخري القابلة للاستخراج بنحو 20 تريليون قدم مكعب (566 مليار متر مكعب)، منها 17 تريليون في حوض تندوف و3 تريليونات في إقليم تادلا.

### اليورانيوم
يملك المغرب احتياطات من الفوسفاط تقدر بحوالي 50 مليار طن أي ما يمثل %72 من الاحتياطات العالمية. هذه الرواسب المغربية تحتوي على حوالي 6,9 مليون طن من اليورانيوم، ويمكن أن تنتج هذه الكمية حوالي 1000 طن في السنة كمنتجات ثانوية للفوسفاط. إستُخدم هذا المورد من اليورانيوم حتى التسعينات في الولايات المتحدة، ثم تم التخلي عنه بسبب ضعف القدرة التنافسية، ولكن ٱرتفاع أسعار سوق اليورانيوم العالمي يضع ٱستغلاله اليوم على جدول الأعمال.

## الاستهلاك الإجمالي للطاقة الأولية
| Source                                  | 1990 | %    | 2000  | %    | 2010  | %    | 2014  | 2015  | % 2015 | التغير 2015/1990 |
| الفحم                                   | 1,13 | 14,9 | 2,65  | 24,0 | 2,79  | 16,3 | 4,04  | 4,44  | % 22,9 | % 292+           |
| النفط                                   | 5,34 | 70,0 | 6,85  | 62,1 | 11,52 | 67,4 | 11,75 | 11,75 | % 60,6 | % 120+           |
| الغاز الطبيعي                           | 0,04 | 0,6  | 0,04  | 0,3  | 0,57  | 3,3  | 1,01  | 1,02  | % 5,2  | % 2260+          |
| مجموع الوقود الأحفوري                   | 6,51 | 85,5 | 9,54  | 86,5 | 14,88 | 87,1 | 16,78 | 17,22 | % 88,8 | % 158+           |
| كهرومائية                               | 0,11 | 1,4  | 0,06  | 0,6  | 0,30  | 1,7  | 0,14  | 0,16  | % 0,8  | % 54+            |
| الكتلة الحيوية-مخلفات                   | 0,99 | 13,0 | 1,22  | 11,0 | 1,51  | 8,8  | 1,44  | 1,37  | % 7,0  | % 38+            |
| شمسية، ريحية، حرارية جوفية              |      |      | 0,006 | 0,1  | 0,06  | 0,3  | 0,17  | 0,22  | % 1,1  | ns               |
| مجموع الطاقات المتجددة                  | 1,10 | 14,4 | 1,29  | 11,7 | 1,87  | 10,9 | 1,74  | 1,75  | % 9,0  | % 59+            |
| Solde imp.électricité                   | 0,01 | 0,1  | 0,20  | 1,8  | 0,40  | 2,3  | 0,52  | 0,43  | % 2,2  | x47              |
| المجموع                                 | 7,62 | 100  | 11,02 | 100  | 18,41 | 100  | 19,05 | 19,39 | % 100  | % 155+           |
| مصدر المعلومات : الوكالة الدولية للطاقة |      |      |       |      |       |      |       |       |        |                  |

بلغ نصيب الفرد من استهلاك الطاقة الأولية في المغرب سنة 2015 ما مقداره 0,56 طن نفط مكافئ (ط.ن.م)، أي 30 في المائة فقط من المتوسط العالمي (1,86 ط.ن.م/نسمة) و85 في المائة من المتوسط الأفريقي (0,66 ط.ن.م/نسمة).

## الاستهلاك النهائي للطاقة
تطور الاستهلاك النهائي للطاقة في المغرب (بعد التكرير، التحويل إلى كهرباء أو إلى حرارة شبكية، النقل وما إلى ذلك) على النحو التالي:
| المصدر                                 | 1990 | %    | 2000 | %    | 2010  | %    | 2014  | 2015  | % 2015 | التغير 2015/1990 |
| الفحم                                  | 0,35 | 6,1  | 0,53 | 6,2  | 0,02  | 0,1  | 0,02  | 0,02  | % 0,1  | % 95-            |
| المنتجات النفطية                       | 3,58 | 63,4 | 5,68 | 66,5 | 9,64  | 72,9 | 10,61 | 10,95 | % 73,3 | % 206+           |
| الغاز الطبيعي                          | 0,04 | 0,8  | 0,04 | 0,4  | 0,05  | 0,3  | 0,09  | 0,07  | % 0,4  | % 56+            |
| مجموع الوقود الأحفوري                  | 3,97 | 70,4 | 6,25 | 73,1 | 9,70  | 73,4 | 10,72 | 11,04 | % 73,8 | % 178+           |
| الكتلة الحيوية-مخلفات                  | 0,97 | 17,2 | 1,19 | 14,0 | 1,48  | 11,2 | 1,43  | 1,34  | % 8,9  | % 38+            |
| الكهرباء                               | 0,70 | 12,5 | 1,10 | 12,9 | 2,03  | 15,4 | 2,48  | 2,57  | % 17,2 | % 266+           |
| المجموع                                | 5,65 | 100  | 8,54 | 100  | 13,22 | 100  | 14,62 | 14,95 | % 100  | % 165+           |
| مصدر المعلومات: الوكالة الدولية للطاقة |      |      |      |      |       |      |       |       |        |                  |

وقد تطور التوزيع القطاعي للاستهلاك النهائي للطاقة على النحو التالي:
| القطاع                                 | 1990 | %    | 2000 | %    | 2010  | %    | 2014  | 2015  | % 2015 | التغير 2015/1990 |
| الصناعة                                | 1,96 | 34,7 | 2,22 | 26,0 | 2,91  | 22,0 | 3,12  | 3,10  | % 20,7 | % 58+            |
| وسائل النقل                            | 1,30 | 23,0 | 2,68 | 31,4 | 4,45  | 33,7 | 5,01  | 5,20  | % 34,8 | % 300+           |
| السكني                                 | 1,28 | 22,7 | 2,10 | 24,6 | 3,31  | 25,0 | 3,70  | 3,79  | % 25,4 | % 196+           |
| الخدمات                                | 0,63 | 11,2 | 0,77 | 9,0  | 1,12  | 8,5  | 1,33  | 1,22  | % 8,2  | % 93+            |
| الزراعة                                | 0,27 | 4,7  | 0,48 | 5,6  | 0,89  | 6,7  | 1,04  | 1,11  | % 7,4  | % 316+           |
| مجال غير طاقي (الكيمياء)               | 0,21 | 3,6  | 0,29 | 3,4  | 0,53  | 4,0  | 0,42  | 0,52  | % 3,5  | % 156+           |
| المجموع                                | 5,65 | 100  | 8,54 | 100  | 13,22 | 100  | 14,62 | 14,95 | % 100  | % 165+           |
| مصدر المعلومات: الوكالة الدولية للطاقة |      |      |      |      |       |      |       |       |        |                  |

## قطاع الكهرباء
تم إنشاء المكتب الوطني للكهرباء والماء الصالح للشرب (ONEE) سنة 2012 بعد دمج المكتب الوطني للكهرباء (ONE) الذي أنشئ سنة 1963 والمكتب الوطني للماء الصالح للشرب (ONEP) الذي أنشئ سنة 1972، وكان هو المزود الوحيد للكهرباء في المغرب حتى صدور القانون الذي يسمح للمنتجين المستقلين بذلك في أواخر التسعينات، ليأتي بعد ذلك القانون رقم 09-13 بشأن الطاقات المتجددة ليفتح الطريق أمام القطاع الخاص لبناء محطات طاقة الرياح والطاقة الشمسية. لم يغطي المكتب الوطني للكهرباء والماء الصالح للشرب سنة 2015 سوى %29 من الطلب الوطني على الكهرباء.

### توليد الكهرباء
| المصدر                                 | 1990 | %    | 2000  | %    | 2010  | %    | 2014  | 2015  | % 2015 | التغير 2015/1990 |
| الفحم                                  | 2,21 | 23,0 | 8,78  | 68,3 | 10,87 | 45,6 | 15,82 | 17,11 | % 54,8 | % 674+           |
| النفط                                  | 6,20 | 64,4 | 3,30  | 25,6 | 5,72  | 24,0 | 3,77  | 2,21  | % 7,1  | % 64-            |
| الغاز الطبيعي                          |      |      |       |      | 2,96  | 12,4 | 5,60  | 5,78  | % 18,5 | ns               |
| مجموع الوقود الأحفوري                  | 8,41 | 87,3 | 12,08 | 93,9 | 19,55 | 82,0 | 25,18 | 25,11 | % 80,4 | % 199+           |
| كهرومائية                              | 1,22 | 12,7 | 0,72  | 5,6  | 3,63  | 15,2 | 2,03  | 2,28  | % 7,3  | % 87+            |
| ريحية                                  |      |      | 0,06  | 0,5  | 0,66  | 2,8  | 1,92  | 2,52  | % 8,1  | ns               |
| شمسية                                  |      |      |       |      |       |      |       | 0,006 | % 0,02 | ns               |
| أخرى                                   |      |      |       |      |       |      |       | 1,30  | % 4,2  | ns               |
| مجموع الطاقات المتجددة                 | 1,22 | 12,7 | 0,78  | 6,1  | 4,29  | 18,0 | 3,96  | 6,11  | % 19,6 | % 401+           |
| المجموع                                | 9,63 | 100  | 12,86 | 100  | 23,84 | 100  | 29,14 | 31,22 | % 100  | % 224+           |
| مصدر المعلومات: الوكالة الدولية للطاقة |      |      |       |      |       |      |       |       |        |                  |

بلغ الطلب على الكهرباء سنة 2015م 35,4 تيراواط ساعة (TWh) بزيادة قدرها %2,9، وقد تمت تغطية الطلب عن طريق المصادر التالية:
- الإنتاج: 30,84 تيراواط ساعة (%85)، عبر:
  - المحطات الحرارية: 25,65 (TWh)، بٱستعمال الفحم: 16,86 (TWh)، الغاز الطبيعي: 5,91 (TWh)، الفيول: 2,74 (TWh).
  - المحطات الكهرومائية: 1,66 (TWh)، منها 0,41 (TWh) بٱستعمال الضخ التوربيني.
  - طاقة الرياح: 3,00 (TWh).
  - الطاقة الشمسية الحرارية (مركز نور): 0,40 (TWh).
- الواردات: 5,29 (TWh).
- الصادرات: 0,14 (TWh).
- ناقص استهلاك الضخ: 0,53 (TWh).

إجمالا، لا يغطي المكتب الوطني للكهرباء والماء الصالح للشرب سوى %29 من الطلب؛ ويساهم القطاع الخاص بنسبة %56 والإستيراد بنسبة %15.
استغل المكتب الوطني للكهرباء والماء الصالح للشرب 8158,5 ميغاواط مع نهاية 2015 (مقابل 7994 ميغاواط مع نهاية 2014) تتوزع على:
- 770 1 ميغاواط من محطات الطاقة الكهرومائية (1306 ميغاواط من محطات الطاقة التقليدية ومحطة ضخ توربيني بقدرة 464 ميغاواط).
- 5 431  ميغاواط من محطات توليد الطاقة الحرارية: 3 145  ميغاواط من محطات الطاقة البخارية، (الفحم: 2 545  م.و، الوقود: 600  م.و) 1 230  ميغاواط من توربينات الغاز، 854  ميغاواط من الدورات المركبة الغازية، و202  ميغاواط من محركات الديزل.
- 796٬5  ميغاواط من توربينات الرياح.
- 161  ميغاواط من الطاقة الشمسية.

وقد تم تشغيل طاقة إضافية بقدرة 2 760  ميغاواط بين عامي 2009 و2015.

#### محطات الطاقة الحرارية
أهم محطة لتوليد الكهرباء من الطاقة الحرارية في المغرب هي محطة للفحم تأسست في المنطقة الصناعية لميناء الجرف الأصفر على بعد 20 كيلومترا من مدينة الجديدة على يد شركة الجرف الأصفر للطاقة التي تأسست سنة 1997، وأصبحت فيما بعد تابعة لمجموعة طاقة القابضة الإماراتية عبر فرعها في المغرب. وتصل قدرة المحطة إلى 2 056  ميجاوات وتستهلك 6 ملايين طن من الفحم سنويا.
تشغل شركة الطاقة الكهربائية تحضارت (EETahaddart) التي تأسست سنة 2002 محطة لتوليد الكهرباء بٱستعمال الدورة المركبة منذ سنة 2005. تبلغ القدرة الإنتاجية للمحطة 384 ميجاواط وتنتج ما يقرب من %9 من الكهرباء في المغرب. يملك المكتب الوطني للكهرباء والماء الصالح للشرب %48 من رأس مال الشركة، مقابل %32 لشركة إنديسا جينيراسيون، و%20 لشركة سيمنز بروجيكت فينتوريس.
أما المحطات والم‍ص‍ا‌نع الجديدة التي تم إنجازها بين عامي 2009 و2018 فهي:
- سنة 2009: تم إنشاء محطة للديزل في طان طان (116  ميغاواط)، توربينات الغاز في المحمدية (300  ميغاواط)، بالإضافة إلى توسيع محطة الديزل بالداخلة (16٬5  ميغاواط).
- سنة 2010: محطة للطاقة الحرارية الشمسية بدورة مركبة في عين بني مطهر (472  ميغاواط، منها: 2 توربينات غاز 150,28  ميغاواط، توربين بخاري 172  ميغاواط، محطة الشمسية 20  ميغاواط تغطي 88 هكتارا).[30]
- سنة 2012: توربينات الغاز بالقنيطرة (315  ميغاواط).
- سنة 2014: توسيع محطة الجرف الأصفر بوحدتين (المجموعتان 5 و6: 700  ميغاواط).
- سنة 2016: توسيع محطة الديزل بالداخلة بالمجموعة الخامسة من الديزل (16,5 ميغاواط)، ومحطة العيون بأربعة مجموعات ديزل (72  ميغاواط).
- سنة 2017: توسيع محطة جرادة لتوليد الكهرباء بالفحم (320  ميغاواط، حيث بدأ العمل على المشروع في عام 2014).
- سنة 2018: محطة الطاقة الحرارية بآسفي (مجموعتان من 693  ميغاواط) بدأت الاشتغال مع نهاية سنة 2017، وهي مملوكة لSafi Energy Company (شركة آسفي للطاقة)، والمساهمين: Nareva وهي فرع من الشركة الوطنية للاستثمار بحصة %35، GDF-Suez بحصة %35، والمجموعة اليابانية Mitsui بحصة %30.[31]

ومن المقرر أن يلبي مشروع المحطة الحرارية بالناظور (مجموعتان من 693 ميغاواط) طلب البلاد المتزايد على الطاقة الكهربائية بعد سنة 2020.

#### المشروع النووي
إفتتح مركز الدراسات النووية بالمعمورة سنة 2003 في غابة المعمورة (مقاطعتي سلا والقنيطرة) على بعد 35  كيلومتر من مدينة الرباط، وهو يمتلك مفاعل نووي للأبحاث من نوع تريغا بقدرة 2  ميغاواط بدأ استغلاله منذ سنة 2009، وقد تم توفير هذا المفاعل من قبل General Atomics الأمريكية.
صرّح مدير المكتب الوطني للكهرباء يونس معمار سنة 2006 بأن المغرب ❞بحاجة إلى الطاقة النووية من أجل تنويع مصادر إمداداته وتلبية احتياجاته المتزايدة من الطاقة❝، وفي مارس 2007 قدم وفد من مجموعة Atomstroyexport (أتوم ستروي إكسبورت) الروسية إلى الرباط لاقتراح مفاعل من نوع VVER-1000 أرخص بكثير من المفاعلات الفرنسية والأمريكية، وبذلك سيكون موقع المحطة المستقبلية في سيدي بولبرا بين آسفي والصويرة على ساحل المحيط الأطلسي.
وقع المغرب سنة 2010 اتفاقا مع فرنسا بشأن تطوير الطاقة النووية، وفي سنة 2014، قامت الحكومة بإطلاق مناقصات لبناء أول محطة للطاقة النووية لإنتاج الكهرباء ومن المتوقع أن تبدأ في 2022 أو في 2024.

## الملاحظات والمراجع
- (ar)  بي دي إف  2016 الطاقة الكهرومائية وضع التقرير (تقرير عام 2016 على الدولة من الطاقة الكهرومائية) الدولية للطاقة الكهرومائية جمعية (IHA) ، تموز / يوليو 2016.
- (في) CO2 الانبعاثات من احتراق الوقود - يسلط الضوء 2017, وكالة الطاقة الدولية, 19 أيلول / سبتمبر 2017.

1. 1 2 3 4 5 6 7 8  (بالإنجليزية) Morocco : Balances for 2015, الوكالة الدولية للطاقة19 9 2017. نسخة محفوظة 6 فبراير 2018 على موقع واي باك مشين.
2. ↑  Omar, Sara (26 Jan 2025). "Le Maroc produira pour la première fois du gaz naturel liquéfié d'ici fin 2025, affirme le directeur général de Sound Energy". Barlamane (بالفرنسية). Archived from the original on 2025-01-26. Retrieved 2025-01-29.
3. ↑  "مليارا دولار استثمارات الطاقات المتجددة في المغرب". الجزيرة نت. 15 مارس 2025. مؤرشف من الأصل في 2025-03-15. اطلع عليه بتاريخ 2025-03-18.
4. ↑  (بالإنجليزية)Morocco : Indicators for 2015 نسخة محفوظة 6 فبراير 2018 على موقع واي باك مشين., الوكالة الدولية للطاقة, 19 9 2017. "نسخة مؤرشفة". مؤرشف من الأصل في 2018-02-06. اطلع عليه بتاريخ 2018-02-16.
5. ↑  Mines de charbon de l’Oriental: À Jerada, dans l’enfer des dernières gueules noires, L'économiste, 20 novembre 2015. نسخة محفوظة 28 ديسمبر 2017 على موقع واي باك مشين.
6. ↑  Morocco : Oil for 2015, الوكالة الدولية للطاقة, 19 septembre 2017. نسخة محفوظة 06 فبراير 2018 على موقع واي باك مشين.
7. ↑  (بالإنجليزية)World Energy Resources: 2013 Survey - chap.2 : Oil (voir p.2.52), site du Conseil mondial de l'énergie consulté le 3 avril 2014. نسخة محفوظة 7 نوفمبر 2017 على موقع واي باك مشين.
8. ↑  (بالإنجليزية)Study of the Kinetics and Mechanisms of Thermal Decomposition of Moroccan Tarfaya Oil Shale and its Kerogen, 2008. نسخة محفوظة 20 سبتمبر 2018 على موقع واي باك مشين.
9. ↑  الماسح الجيولوجي الأمريكي. نسخة محفوظة 13 أبريل 2018 على موقع واي باك مشين.
10. ↑  (بالإنجليزية)Concept Paper for Creating an International Oil Shale Council for the Nations of Egypt, Jordan, Morocco, Turkey and Syria (pages 26-27), Euro-Mediterranean Energy Market Integration Project, 2010. نسخة محفوظة 27 أبريل 2020 على موقع واي باك مشين.
11. 1 2  (بالإنجليزية)  بي دي إف  U.S.إدارة معلومات الطاقة الأمريكية (EIA) Morocco Overview, septembre 2014. نسخة محفوظة 19 فبراير 2018 على موقع واي باك مشين.
12. ↑  Le tribunal de commerce de Casablanca prononce la liquidation judiciaire de la Samir !, Agence Ecofin, 1 /6 /2016. نسخة محفوظة 19 فبراير 2018 على موقع واي باك مشين.
13. ↑  Chiffres clés, شركة أفريقيا, بتاريخ 20/ 12/ 2016. نسخة محفوظة 19 فبراير 2018 على موقع واي باك مشين.
14. ↑  "المغرب يبحث عن بدائل مستدامة للغاز الجزائري". مؤرشف من الأصل في 2024-12-25.
15. ↑  "ما تأُثير وقف الجزائر تصدير الغاز عبر المغرب إلى إسبانيا؟". BBC News عربي. مؤرشف من الأصل في 2025-01-23. اطلع عليه بتاريخ 2025-08-14.
16. ↑  Fawzi، Mustafa (1 نوفمبر 2021). "هل سيتأثر المغرب بقرار الجزائر وقف تصدير الغاز الطبيعي نحو إسبانيا عبر أراضيه؟". القدس العربي. مؤرشف من الأصل في 2022-09-12. اطلع عليه بتاريخ 2025-08-14.
17. ↑  (بالإنجليزية)Technically Recoverable Shale Oil and Shale Gas Resources: An Assessment of 137 Shale Formations in 41 Countries Outside the United States (voir pages XIV-1 à XIV-12, إدارة معلومات الطاقة الأمريكية, يونيو 2013. نسخة محفوظة 9 سبتمبر 2019 على موقع واي باك مشين.
18. ↑  (بالإنجليزية) USGS Minerals Year Book - Phosphate Rock نسخة محفوظة 12 أبريل 2019 على موقع واي باك مشين.
19. ↑  (بالإنجليزية)Uranium from Phosphates, الجمعية النووية العالمية، 8 2015. نسخة محفوظة 7 سبتمبر 2019 على موقع واي باك مشين.
20. ↑  (بالإنجليزية)  بي دي إف  الوكالة الدولية للطاقة (AIE - en anglais : International Energy Agency - IEA), Key World Energy Statistics 2017 (انظر الصفحات: 60-69), 19 9 2017. نسخة محفوظة 3 سبتمبر 2019 على موقع واي باك مشين.
21. ↑  Office National de l’Électricité et de l’Eau potable - Branche électricité, ONE. نسخة محفوظة 02 يناير 2018 على موقع واي باك مشين.
22. ↑  (بالإنجليزية)Morocco : Electricity and Heat for 2015, الوكالة الدولية للطاقة, 19 9 2017. نسخة محفوظة 6 فبراير 2018 على موقع واي باك مشين.
23. ↑  (بالفرنسية) d'activités 2016 FR.pdf Rapport d'activités 2016, ONE (ٱنظر الصفحات 22-23). نسخة محفوظة 27 أبريل 2020 على موقع واي باك مشين. [وصلة مكسورة]
24. ↑  (بالفرنسية)توليد الكهرباء, ONE. نسخة محفوظة 8 أغسطس 2018 على موقع واي باك مشين.
25. 1 2  Réalisations pour le renforcement de la Capacité de Production et du transport électriques (2009 – 2015), Ministère de l'Énergie. نسخة محفوظة 03 يناير 2018 على موقع واي باك مشين.
26. ↑  المحطة الحرارية, مجموعة طاقة المغرب. نسخة محفوظة 16 يناير 2017 على موقع واي باك مشين.
27. ↑  Nous connaitre, EET. نسخة محفوظة 25 فبراير 2018 على موقع واي باك مشين.
28. ↑  Chiffres-clés, EET. نسخة محفوظة 13 فبراير 2018 على موقع واي باك مشين.
29. ↑  Nos actionnaires, EET. نسخة محفوظة 13 فبراير 2018 على موقع واي باك مشين.
30. ↑  Centrale thermo-solaire à cycle combiné intégré d’Ain Béni Mathar, Office national d'électricité. نسخة محفوظة 19 سبتمبر 2017 على موقع واي باك مشين.
31. ↑  GDF-Suez, Nareva et Mitsui vendent pour 30 ans à l'Office de l'électricité du Maroc la production de la future centrale à charbon géante de Safi, L'Usine Nouvelle, 11 9 2013. نسخة محفوظة 13 سبتمبر 2017 على موقع واي باك مشين.
32. ↑  "Que fait le Maroc avec son réacteur nucléaire ?". http://www.lavieeco.com/ (بالفرنسية). 21 Feb 2011. Archived from the original on 2018-11-02. Retrieved 2015-06-15. {{استشهاد ويب}}: روابط خارجية في |موقع= (help)
33. ↑  "Nucléaire : Le Maroc dément toute avarie à la centrale nucléaire de Maamora". http://www.lemag.ma/ (بالفرنسية). 1 يونيو 2012. Archived from the original on 2016-03-05. Retrieved 15 6 2015. {{استشهاد ويب}}: تحقق من التاريخ في: |تاريخ الوصول= (help) and روابط خارجية في |موقع= (help)
34. ↑  Moscou veut vendre une centrale nucléaire au Maroc, Le Monde, 19 mars 2007. نسخة محفوظة 08 يوليو 2017 على موقع واي باك مشين.
35. ↑  Nucléaire civil: Le Maroc s'appuie sur la France, لو360, 3 1 2014. نسخة محفوظة 15 مايو 2019 على موقع واي باك مشين.